# Handikappombudsmannen
Handikappombudsmannen (HO) var en svensk statlig förvaltningsmyndighet, vars främsta uppgift var att bekämpa diskriminering och verka för mänskliga rättigheter, bland annat genom att utreda ärenden om diskriminering på grund av funktionsnedsättning. Myndighetens uppgifter fördes den 1 januari 2009 över till Diskrimineringsombudsmannen.
HO kunde driva enskilda personers ärenden enligt fyra olika lagar. Lagarna rörde arbetslivet (lagen om förbud mot diskriminering i arbetslivet på grund av funktionsnedsättning), förskolan och skolan (lagen om förbud mot diskriminering och annan kränkande behandling av barn och elever), högskolan (lagen om likabehandling av studenter i högskolan) samt vissa andra samhällsområden som till exempel handel med varor, tjänster och bostäder (lagen om förbud mot diskriminering). 

## Kort historik
År 1989 tillsattes en handikapputredning, som bland annat skulle se över om de handikappades behov att ej bli diskriminerade kunde tillses av befintliga institutioner, eller om en särskild handikappombudsman borde inrättas. Utredningen ansåg det senare.
HO inrättades den 1 juli 1994. Samtidigt lades Statens Handikappråd ned, och en del av dess uppgifter överfördes till den nya myndigheten

## Generaldirektörer/handikappombudsmän
- 1994–1999: Inger Claesson Wästberg
- 1999–2006: Lars Lööw
- 2006–2007: Jenny Olausson (vikarierande)[2]
- 2007–2008: Torbjörn Andersson (vikarierande)[3]

## Källförteckning
1. ↑  Handikappombudsmannens framtida förutsättningar och arbetsuppgifter Arkiverad 5 juni 2019 hämtat från the Wayback Machine., Statens offentliga utredningar 1999, nummer 73
2. ↑  Jenny Olausson ny Handikappombudsman Arkiverad 3 juni 2020 hämtat från the Wayback Machine., presmeddelande från socialdepartementet, 2006-11-09
3. ↑  Torbjörn Andersson ny vikarierande handikappombudsman, presmeddelande från integrations- och jämställdhetsdepartementet, 2007-08-23